# Scott Brooksbank
Scott Brooksbank – amerykański narciarz, specjalista narciarstwa dowolnego. Nie startował na mistrzostwach świata ani na igrzyskach olimpijskich. Najlepsze wyniki w Pucharze Świata osiągnął w sezonie 1979/1980, kiedy to zajął drugie miejsce w klasyfikacji generalnej, a w klasyfikacji kombinacji był trzeci.
W 1980 r. zakończył karierę.

## Sukcesy

### Puchar Świata

#### Miejsca w klasyfikacji generalnej
- 1979/1980 – 2.

#### Miejsca na podium
1. Poconos – 11 stycznia 1980 (Kombinacja) – 2. miejsce
2. Poconos – 12 stycznia 1980 (Kombinacja) – 3. miejsce
3. Tignes – 13 marca 1980 (Balet narciarski) – 3. miejsce
4. Tignes – 15 marca 1980 (Kombinacja) – 3. miejsce
5. Whistler – 28 marca 1980 (Jazda po muldach) – 3. miejsce